# Novo Selo (gmina Tešanj)
Novo Selo – wieś w Bośni i Hercegowinie, w Federacji Bośni i Hercegowiny, w kantonie zenicko-dobojskim, w gminie Tešanj. W 2013 roku liczyła 863 mieszkańców, z czego większość stanowili Boszniacy.